# Caja de ahorros (España)
Las cajas de ahorros españolas son entidades de crédito plenas, con libertad para realizar operaciones financieras al igual que el resto de las entidades financieras que integran el sistema financiero español. Tienen finalidad social pero actúan con criterios de mercado.
En 2010, se inició un proceso de concentración y reestructuración del sector. Desde marzo de 2015, solamente quedan dos cajas de ahorros (Caixa Ontinyent y Colonya, Caixa Pollença), las únicas que no se vieron afectadas por la reestructuración del sector tras la crisis financiera de 2008.
Están reguladas por la Ley de Cajas de Ahorros y Fundaciones Bancarias (Ley 26/2013, de 27 de diciembre). La creación de cajas de ahorros se rige por el Decreto 1838/1975, aún en vigor. Igualmente, el resto de normativa aplicable a entidades de crédito les es aplicable, tales como las normas relativas a recursos propios e infracciones y sanciones, entre otras.
Históricamente, se encontraban agrupadas en la Confederación Española de Cajas de Ahorros (CECA). Tras la Ley 26/2013, la CECA se convirtió en una asociación bancaria, la cual está formada por las cajas de ahorros, las fundaciones bancarias y las entidades de crédito que puedan integrarse.
En 2009, atendían al 96,3 % de la población con sucursales en su propia localidad, y al restante 3,7 % de manera itinerante. Parte de sus clientes se encuentran agrupados en distintas asociaciones de consumidores, como la Asociación de Usuarios de Servicios Bancarios (Ausbanc Consumo), o la Asociación de Consumidores y Usuarios de Bancos, Cajas, Productos Financieros y de Seguros (ADICAE).

## Funcionamiento

### Antes de la Ley 26/2013
Originalmente, las cajas de ahorros se constituyeron bajo la forma jurídica de fundaciones de naturaleza privada con finalidad social, a diferencia de los bancos, que eran sociedades anónimas de naturaleza privada cuyo ánimo principal era el lucro. Las cajas de ahorros tenían un carácter fundacional y se regían por la ley de sociedades limitadas y en sus consejos de administración se sentaban, por tanto, representantes gubernamentales y locales, en una proporción que fijaba cada gobierno autonómico.
La finalidad social implicaba que no podían repartir dividendos entre los socios, por lo que un importante porcentaje de los beneficios eran invertidos por las cajas de ahorros en la forma de obra social que decidía su Consejo de Administración. Así, los beneficios obtenidos revertían parcialmente a la sociedad a través de la financiación de proyectos de integración de los colectivos más desfavorecidos, becas, actividades culturales, restauración y conservación del patrimonio histórico y artístico nacional, conservación del medio ambiente, etc. En 2008, las cajas destinaron 2058 millones de euros a evitar la exclusión financiera y fomentar el desarrollo económico y el progreso social. Sin embargo, en 2013, tras la reestructuración del mapa financiero español, la inversión fue de apenas 650 millones, volviendo así a los niveles de mediados de los años 1990.
La Asamblea General era el órgano constituido por las representaciones de los intereses sociales y colectivos del ámbito de actuación de la caja de ahorros que asumía el supremo gobierno y decisión de la entidad. La representación de los intereses colectivos en la Asamblea General ocurría (en principio) a través de los consejeros, entre 60 y 160: 40 % por las Corporaciones Municipales en cuyo término tuviera abierta oficina la entidad; 44 % por los impositores de la caja; 11 % por las personas o entidades fundadoras de la caja y 5 % por los representantes de los empleados trabajadores en la caja. Las cajas tenían prohibido acudir a los mercados de capitales para aumentar sus recursos propios y su fuerte implantación local era debida en parte a la participación de las Corporaciones Locales en sus órganos de administración, el mismo motivo por el que las cajas se mezclaban con intereses políticos estando a menudo involucradas en asuntos de corrupción. Además, al no tener Junta de Accionistas, las decisiones del Consejo no respondían a los intereses de inversores, sino a intereses sociales o políticos, lo cual facilitaba operaciones y ofertas de productos de dudosa calidad financiera, como ocurrió en la crisis financiera de 2008, y que dio como resultado el tener que ser rescatadas con importantes cantidades de dinero público. Por ello, se investigó a exresponsables de numerosas de las antiguas cajas de ahorros por diversas malas prácticas, aunque las sentencias judiciales se saldaron con penas menores.
Tras la Ley 26/2013, el sector de las cajas de ahorros en España cambió muy considerablemente.

### Ley 26/2013
Tras la entrada en vigor de la Ley de Cajas de Ahorros y Fundaciones Bancarias (Ley 26/2013, de 27 de diciembre), existen las cajas de ahorros propiamente dichas y las fundaciones bancarias. Además, puede haber fundaciones ordinarias con participaciones en entidades de crédito. Por tanto, se pasó de un sistema con cajas de ahorros que ejercían la actividad financiera directamente, cajas que la ejercían indirectamente, fundaciones de carácter especial y fundaciones ordinarias a otro en el que hay cajas de ahorros que ejercen la actividad financiera directamente, fundaciones bancarias y fundaciones ordinarias.
Solamente las cajas de ahorros propiamente dichas pudieron seguir desarrollando en su propio nombre el negocio bancario. Las fundaciones bancarias y las ordinarias, privadas ya de la condición de entidad de crédito, no ejercen actividades financieras, con excepción de lo previsto en relación con los montes de piedad.

#### Cajas de ahorros
Son entidades de crédito de carácter fundacional y finalidad social, cuya actividad financiera se orientará principalmente a la captación de fondos reembolsables y a la prestación de servicios bancarios y de inversión para clientes minoristas y pequeñas y medianas empresas. Su ámbito de actuación no excederá el territorio de una comunidad autónoma. No obstante, podrá sobrepasarse este límite siempre que se actúe sobre un máximo total de diez provincias limítrofes entre sí.
Sus órganos de gobierno serán la Asamblea General, el Consejo de Administración y la Comisión de Control. El ejercicio del cargo de miembro será incompatible con el de todo cargo político electo y con cualquier cargo ejecutivo en partido político, asociación empresarial o sindicato. Será igualmente incompatible con el de alto cargo de la Administración General del Estado, la Administración de las Comunidades Autónomas y la Administración Local, así como de las entidades del sector público, de derecho público o privado, vinculadas o dependientes de aquellas. Tal incompatibilidad se extenderá durante los dos años siguientes a la fecha del cese de los altos cargos.
La Asamblea General, como órgano supremo de la caja de ahorros, deberá reflejar adecuadamente en su composición los intereses de las entidades fundadoras, de los impositores y de los destinatarios de la obra social. El número de miembros será fijado por los estatutos de cada caja de ahorros de acuerdo con un principio de proporcionalidad en función de su dimensión económica entre un mínimo de 30 y un máximo de 150. Habrán de respetarse las siguientes limitaciones: a) El número de consejeros generales designados por los impositores no podrá ser inferior al 50 % ni superior al 60 %. b) El designado por las Administraciones públicas y entidades y corporaciones de derecho público, en su caso, no podrá superar en su conjunto el 25 %. c) El designado por los trabajadores, en su caso, no excederá del 20 %. d) El designado por las entidades representativas de intereses colectivos no excederá, en su caso, del 20%. Presidirá la Asamblea General el presidente del Consejo de Administración.
El Consejo de Administración tiene encomendada la administración y gestión financiera, así como la de la obra social de la caja de ahorros. Deberá establecer normas de funcionamiento y procedimientos adecuados para facilitar que todos sus miembros puedan cumplir en todo momento sus obligaciones y asumir las responsabilidades que les correspondan. El número de vocales no podrá, de acuerdo con un principio de proporcionalidad en función de la dimensión económica de la caja de ahorros, ser inferior a cinco ni superior a quince. La mayoría de los miembros deberán ser vocales independientes. Los miembros del Consejo de Administración serán elegidos por la Asamblea General. El Consejo de Administración nombrará, de entre sus miembros, al presidente del Consejo, que, a su vez, lo será de la caja de ahorros y de la Asamblea General. Este cargo requiere dedicación exclusiva y será incompatible con cualquier actividad retribuida, salvo la administración del propio patrimonio y aquellas actividades que ejerza en representación de la caja. 
La Comisión de Control tiene por objeto supervisar el procedimiento electoral y la obra social de las cajas, además de aquellas otras funciones que pudieran atribuírsele en relación con el propio Consejo de Administración. El número de vocales no podrá ser inferior a tres ni superior a siete.

#### Fundaciones bancarias
Aquellas fundaciones que mantengan una participación en una entidad de crédito que alcance, de forma directa o indirecta, al menos, un 10% del capital o de los derechos de voto de la entidad, o que les permita nombrar o destituir algún miembro de su órgano de administración. Tendrán finalidad social y orientarán su actividad principal a la atención y desarrollo de la obra social y a la adecuada gestión de su participación en una entidad de crédito.
Los órganos de gobierno de las fundaciones bancarias serán el Patronato, las comisiones delegadas de este que prevean los estatutos, el director general y los demás órganos delegados o apoderados del patronato que, en su caso, prevean sus estatutos.
El Patronato será el máximo órgano de gobierno y representación de las fundaciones bancarias. Le corresponde cumplir los fines fundacionales y administrar con diligencia los bienes y derechos que integran el patrimonio de la fundación. Será también el responsable del control, supervisión e informe al Banco de España. El número de miembros será el que fijen los estatutos de la fundación, de acuerdo con un principio de proporcionalidad en función del volumen de sus activos. En ningún caso podrá ser superior a quince. El número de patronos representantes de administraciones públicas y entidades y corporaciones de derecho público no podrá superar el 25%. Los patronos tendrán las mismas incompatibilidades anteriormente mencionadas para los miembros de los órganos de gobierno de las cajas de ahorros. Además, la condición de patrono será incompatible con el desempeño de cargos equivalentes en la entidad bancaria de la cual la fundación bancaria sea accionista, o en otras entidades controladas por el grupo bancario (En caso de que afecte a personas que a la entrada en vigor de esta Ley sean miembros del Consejo de Administración de una caja de ahorros y simultáneamente miembros del Consejo de Administración de la entidad bancaria a través de la cual aquella ejerza su actividad como entidad de crédito, se permitirá la compatibilidad temporal con las siguientes limitaciones: a) En ningún caso podrán ejercerse funciones ejecutivas en el banco y en la fundación. b) El número de miembros compatibles en la entidad de crédito no podrá exceder del 25% de los miembros de su Consejo de Administración. c) La compatibilidad de cada miembro se mantendrá hasta que agote su mandato en curso en la entidad bancaria, y en todo caso no más tarde del 30 de junio de 2016). Ejercerán su cargo gratuitamente sin perjuicio del derecho a ser reembolsados de los gastos debidamente justificados que el cargo les ocasione en el ejercicio de su función. El Patronato designará de entre sus miembros a un presidente, a quien corresponderá la más alta representación de la fundación bancaria. El director general, cargo incompatible con el de miembro del Patronato, será nombrado por el Patronato y asistirá a las reuniones con voz y sin voto. Estará sometido a las incompatibilidades previstas para los patronos. El Patronato nombrará también a un secretario, que podrá ser o no patrono, en cuyo caso tendrá voz pero no voto.
Las fundaciones bancarias que posean una participación igual o superior al 30 % del capital en una entidad de crédito o que les permita el control de la misma elaborarán, de forma individual o conjunta, un protocolo de gestión de la participación financiera. El Banco de España revisará, al menos anualmente, el contenido del protocolo. Se entenderá como una única participación la de todas las fundaciones, ordinarias o bancarias, que actúen de forma concertada en una misma entidad de crédito, en cuyo caso deberán cumplir con las obligaciones de manera conjunta. Además, tendrán que presentar anualmente al Banco de España un plan financiero en el que determinen la manera en que harán frente a las posibles necesidades de capital en que pudiera incurrir la entidad en la que participan y los criterios básicos de su estrategia de inversión en entidades financieras.
En el caso de que posean una participación igual o superior al 50 % en una entidad de crédito o que les permita el control de la misma, el plan financiero deberá ir acompañado adicionalmente de: a) Un plan de diversificación de inversiones y de gestión de riesgos. b) La dotación de un fondo de reserva para hacer frente a posibles necesidades de recursos propios de la entidad de crédito participada que no puedan ser cubiertas con otros recursos y que pudieran poner en peligro sus obligaciones de solvencia (no se requerirá este fondo si se incorpora un programa de desinversión que incluya las medidas a implementar por la fundación para reducir su participación en la entidad de crédito por debajo del 50 % en un plazo máximo de cinco años). c) Cualquier otra medida que se considere necesaria para garantizar la gestión sana y prudente de la entidad de crédito participada y la capacidad de ésta de cumplir de forma duradera con las normas de ordenación y disciplina que le sean aplicables. Estas fundaciones bancarias, si acuden a procesos de ampliación del capital social de la entidad de crédito participada, no podrán ejercer los derechos políticos correspondientes a aquella parte del capital adquirido que les permita mantener una posición igual o superior al 50% o de control. Esto último se podrá exceptuar en caso de que la entidad bancaria participada se halle en alguno de los procesos de actuación temprana, reestructuración o resolución previstos en la Ley 9/2012, de 14 de noviembre, de reestructuración y resolución de entidades de crédito.
En el supuesto de fundaciones bancarias cuyo ámbito de actuación principal exceda el de una comunidad autónoma, el protectorado será ejercido por el Ministerio de Economía y Competitividad. En caso contrario, el protectorado será ejercido por la correspondiente comunidad autónoma. Las fundaciones bancarias harán público, con carácter anual, un informe de gobierno corporativo, que será objeto de comunicación al protectorado correspondiente.

#### Procesos de transformación
Las cajas de ahorros, cuyo activo total consolidado superara 10 000 millones de euros o que su cuota en el mercado de depósitos de su ámbito territorial de actuación fuera superior al 35 % del total de depósitos, deberían traspasar todo el patrimonio afecto a su actividad financiera a otra entidad de crédito a cambio de acciones de esta última y procederían a su transformación en una fundación bancaria, en caso de que alcanzara, de forma directa o indirecta, al menos, un 10 % del capital o de los derechos de voto de la entidad, o que le permitiera nombrar o destituir algún miembro de su órgano de administración; o fundación ordinaria en caso contrario, con pérdida, en cualquiera de los casos, de la autorización para actuar como entidad de crédito. En caso de que la entidad perteneciera a un grupo, los supuestos previstos se referirían al balance y cuentas consolidados y la obligación de transformación afectaría a todas las cajas de ahorros del grupo, que podrían transformarse en tantas fundaciones como cajas existieran.
La Asamblea General de la caja procedería a adoptar los acuerdos de transformación en fundación bancaria u ordinaria, con aprobación de sus estatutos, designación de su Patronato y determinación de los bienes o derechos procedentes del patrimonio de la caja de ahorros que se afectarían a la dotación fundacional. Los acuerdos de transformación deberían producirse dentro del plazo de seis meses desde el momento en que se verificara el cumplimiento de alguno de los supuestos previstos, sin que la caja de ahorros hubiera retornado a la situación previa, mediante la aplicación de un plan de retorno, autorizado al efecto por el Banco de España. Transcurrido el plazo de seis meses sin que se hubiera ejecutado la citada transformación, se produciría la disolución directa de todos los órganos de la caja de ahorros y la baja en el registro especial de entidades de crédito del Banco de España, quedando transformada en fundación bancaria u ordinaria.
Las fundaciones ordinarias que adquieran una participación en una entidad de crédito que alcance, de forma directa o indirecta, al menos, un 10 % del capital o de los derechos de voto de la entidad, o que le permita nombrar o destituir algún miembro de su órgano de administración deberán transformarse en fundaciones bancarias.
Sin embargo, las fundaciones que a la entrada en vigor de esta Ley mantuvieran una participación en una entidad de crédito que alcanzara los niveles previstos anteriormente, solo se transformarían en fundaciones bancarias en el caso de que incrementaran su participación en la entidad de crédito y en el plazo de seis meses desde este incremento. Las fundaciones de carácter especial que se hubieran constituido de acuerdo con el artículo 6 del Real Decreto-ley 11/2010, de 9 de julio, de órganos de gobierno y otros aspectos del régimen jurídico de las Cajas de Ahorros, se transformarían en fundaciones bancarias en el plazo de seis meses desde la fecha de entrada en vigor de esta Ley, siempre que cumplieran los requisitos previstos. En caso de que su participación en una entidad de crédito no alcanzara los niveles previstos anteriormente, se transformarían en fundaciones ordinarias. En caso de que la entidad perteneciera a un grupo, la obligación de transformación afectaría a todas las cajas de ahorros del grupo, que podrían transformarse en tantas fundaciones como cajas existieran.
Las cajas de ahorros que a la entrada en vigor de esta Ley no cumplieran los requisitos para continuar operando como tales, dispondrían de seis meses para cumplir tales requisitos o, en caso contrario, para transformarse en fundación. A tal efecto, traspasarían todo el patrimonio afecto a su actividad financiera a otra entidad de crédito a cambio de acciones de esta última y se transformarían en una fundación bancaria o, en su caso, ordinaria, perdiendo su condición de entidad de crédito. Transcurrido el plazo sin que se hubiera ejecutado la transformación, se produciría la disolución directa de todos los órganos de la caja de ahorros y la baja en el registro especial de entidades de crédito del Banco de España, quedando transformada en fundación bancaria u ordinaria. En caso de que la entidad perteneciera a un grupo, la obligación de transformación afectaría a todas las cajas de ahorros del grupo, que podrían transformarse en tantas fundaciones como cajas existieran.
En cuanto a las cajas de ahorros que ejercieran su actividad como entidad de crédito a través de una entidad bancaria habrían de transformarse, en el plazo de un año, en una fundación bancaria u ordinaria según correspondiera. Transcurrido el plazo sin que se hubiera completado la transformación en fundación, quedarían automáticamente transformadas con disolución de todos sus órganos y baja en el registro especial de entidades de crédito del Banco de España. En caso de que la entidad perteneciera a un grupo, la obligación de transformación afectaría a todas las cajas de ahorros del grupo, que podrían transformarse en tantas fundaciones como cajas existieran.
En la práctica, esta ley solo permitía que sobrevivieran como cajas de ahorros Caixa Ontinyent y Colonya, Caixa Pollença. No obstante, la creación de nuevas cajas de ahorros sigue presente en el Decreto 1838/1975, cuyas disposiciones referentes a dicho proceso están aún vigentes.
En cuanto al fondo de reserva mencionado con anterioridad, el volumen objetivo del fondo de reserva deberá alcanzarse en el plazo máximo de 8 años desde la entrada en vigor de la circular del Banco de España que desarrolle el Real Decreto 877/2015, de 2 de octubre o desde la fecha en que la fundación bancaria adquiera el control o una participación superior al 50 % en la entidad de crédito participada, si alguno de estos hechos tuviera lugar con posterioridad. Si, como consecuencia de la evolución de la situación económico-financiera de la entidad de crédito participada o del desenvolvimiento de las condiciones de los mercados, se advirtiera que no puede alcanzarse el volumen objetivo del fondo de reserva en el plazo máximo de ocho años al que se refiere el apartado anterior, la fundación bancaria podrá solicitar al Banco de España una ampliación de dicho plazo hasta un año más. Dicha circular se publicó y entró en vigor en noviembre de 2015.

## Listado
Desde marzo de 2015, solamente quedan dos cajas de ahorros (Caixa Ontinyent y Colonya, Caixa Pollença), ya que, tras la Ley 26/2013, el resto de las cajas de ahorros tuvieron que convertirse en fundaciones de distinto tipo.
En la siguiente tabla se ordenan por volumen de activos (cuentas consolidadas):
| Entidad                 | Activos (millones de euros) (2023) | Denominación social                            | Sede       |
| ----------------------- | ---------------------------------- | ---------------------------------------------- | ---------- |
| Caixa Ontinyent         | 1.399                              | Caja de Ahorros y Monte de Piedad de Ontinyent | Onteniente |
| Colonya, Caixa Pollença | 715                                | Colonya, Caixa d'Estalvis de Pollença          | Pollensa   |

## Historia

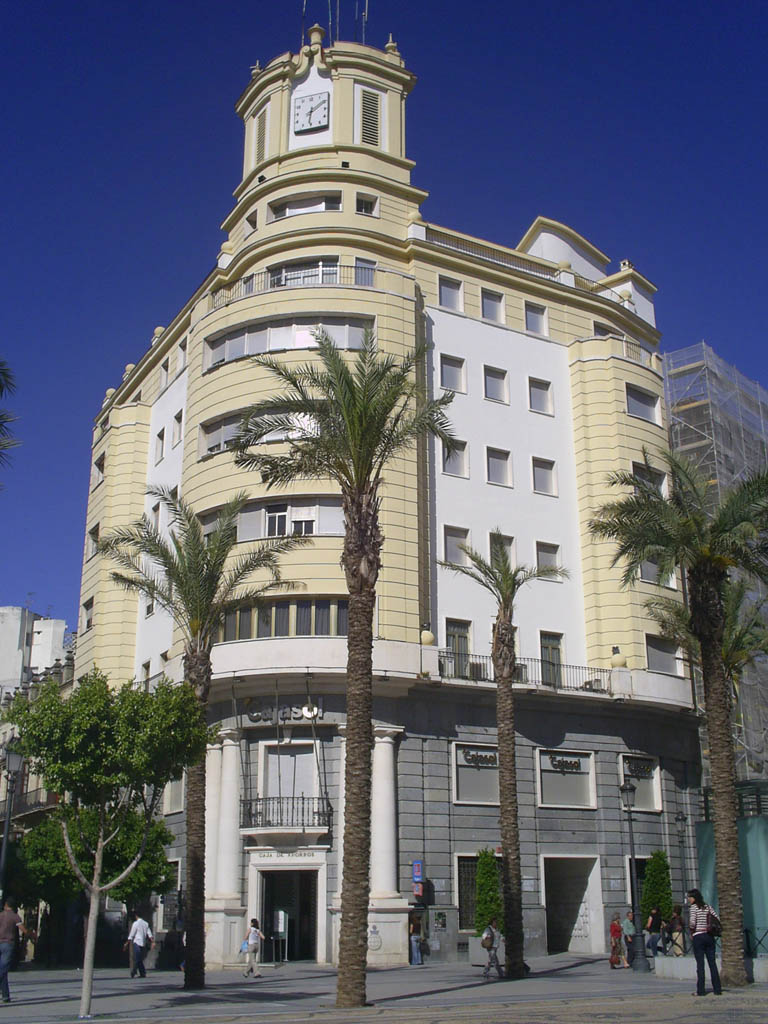
Última sede de la antigua Caja de Ahorros de Jerez.

La historia de las cajas de ahorros españolas se remonta a sus antecesores, los Pósitos y los Montes de Piedad, alrededor de los siglos XVII y XVIII en España; los Montes de Piedad italianos son muy anteriores, del siglo XV. El retraso es menor en las cajas de ahorros como evolución a partir de los Montes de Piedad: surgieron en España en la primera mitad del siglo XIX, mientras que las primeras de Europa aparecieron en Gran Bretaña en la segunda mitad del siglo XVIII. En la segunda mitad del siglo XIX tuvo lugar en España el proceso legislativo que impulsó su creación y reguló su funcionamiento. La primera caja de ahorros fue la de Jerez en 1834 creada en Jerez de la Frontera, al año siguiente, una real Orden estableció como objetivos de las cajas recibir depósitos que devengarían intereses a corto plazo con miras a propagar el espíritu de economía y trabajo.
Su estatuto jurídico moderno data de 1933, el Estatuto para las Cajas Generales de Ahorro Popular, que fue defendido en las Cortes de la Segunda República por el entonces ministro de Trabajo del PSOE, Francisco Largo Caballero. Durante el franquismo se mantuvo su estructura, siendo agentes claves en el desarrollo económico.
Tras la supresión en 1971 del Instituto de Crédito de las Cajas de Ahorro se traspasan sus funciones al Banco de España, organismo que asume la dirección, el control y la inspección de las cajas de ahorros españolas.
En el siglo XX, comenzó el proceso de fusiones y concentraciones, que continúa en el siglo XXI de manera más profunda con múltiples fusiones, sistemas institucionales de protección (SIP) y absorciones por parte de otras entidades. Además, la principal novedad es que han surgido entidades bancarias creadas por las cajas de ahorros a las que han traspasado su actividad financiera.
El 9 de julio de 2010, se publicó en el BOE el Real Decreto-ley 11/2010, de 9 de julio, de órganos de gobierno y otros aspectos del régimen jurídico de las Cajas de Ahorros. En él, se diseñó un nuevo modelo organizativo de las cajas de ahorros basado en una doble alternativa: el ejercicio indirecto de la actividad financiera de la caja a través de una entidad bancaria o la transformación de la misma en una fundación de carácter especial traspasando su negocio a otra entidad de crédito.
En enero de 2011, los analistas de Merrill Lynch cifraban en 42 800 millones las necesidades de capital para resistir una situación de tensión como la crisis inmobiliaria española de 2008. Consideraban una caída del 40 % en el precio de las casas acabadas, del 60 % en las que están en construcción y de un 75 % para el precio del suelo, por encima del 28 %, del 50 % y del 61 % incluidos en las pruebas del Banco de España y el Comité de Supervisores Bancarios Europeos. No obstante, el Ministerio de Economía cifraba la necesidad de recapitalización del sector en no más de 20 000 millones de euros.
El vicepresidente del Gobierno, Alfredo Pérez Rubalcaba, confirmó que el Gobierno estaba trabajando en un plan para acelerar la reestructuración del sistema financiero, y "particularmente las cajas". El objetivo no era otro que acelerar la conversión de todas las cajas en bancos y buscar sistemas de capitalización.
En su presentación ante los mercados, el Fondo de Reestructuración Ordenada Bancaria (FROB) usó como reclamo para captar inversores las posibles "nuevas reformas legales", que abrirían la vía a la nacionalización parcial y temporal de las entidades de ahorro. Hubo una segunda ronda de recapitalizaciones ante las tensiones en los mercados financieros, cerrados a cal y canto para las cajas. El Gobierno creía que el riesgo de España era tan elevado por la mala situación de las cajas, mientras que las cajas opinaban que se debe a la deuda pública y a la ausencia de reformas.
El 9 de junio de 2012, el ministro de Economía, Luis de Guindos confirmó que España había solicitado "ayuda financiera" (evitando utilizar la palabra rescate) a Europa para el sistema bancario español. Se trataba de "un préstamo en condiciones muy favorables" que se iba a inyectar en las entidades financieras a través del Fondo de Reestructuración Ordenada Bancaria (FROB), el cual actuaría como "agente intermediario del Gobierno y sería el receptor final de los fondos". Asimismo, subrayó que las condiciones de esta ayuda financiera "se le impondrían a la banca, no a la sociedad española". La cifra ofrecida por el Eurogrupo fue 100 000 millones de euros como límite.
El 20 de julio de 2012, se firmó el Memorando de Entendimiento (MoU, por las siglas en inglés de Memorandum of Understanding), documento que reflejaba las condiciones del acuerdo entre España y sus socios europeos para el rescate de la banca española.
El 28 de septiembre de 2012, el informe de la consultora Oliver Wyman reveló unas necesidades de capital en la banca española de 53.745 millones de euros. Esto supuso el pistoletazo de salida para un nuevo proceso de reestructuración del sector, acompañado por los fondos aportados por Bruselas de hasta 100.000 millones de euros.
No obstante, el secretario de Estado de Economía, Fernando Jiménez Latorre, dijo que solo se necesitaría pedir dos tercios del déficit de capital detectado, unos 40 000 millones de euros, dado que el resto se cubriría con venta de activos y colocaciones de los bancos en los mercados.
El informe apuntaba a que en un escenario de fuerte deterioro económico -una caída del PIB del 6,1 % en dos años- siete entidades tendrían un excedente de capital: CaixaBank (incluyendo Banca Cívica), Kutxabank, Unicaja Banco (incluyendo Banco CEISS) y casi todos los bancos que no han surgido de cajas (Banco Santander, BBVA, Banco Sabadell (con la CAM) y Bankinter).
Otras siete entidades sufrían un déficit de capital, entre ellas las cuatro nacionalizadas: tres que sí que surgieron de cajas (BFA-Bankia (24 743 millones), Catalunya Banc (10 825 millones), NCG Banco (7176 millones)) y Banco de Valencia (que no surgió de ninguna caja) (3462 millones). Las otras tres entidades que necesitaban capital eran Banco Popular (que no surgió de ninguna caja) (3223 millones), Banco Mare Nostrum (BMN) (2208 millones) y el grupo formado por Ibercaja Banco, Caja3 y Liberbank (cuya fusión finalmente no se llevó a cabo) (2108 millones), las cuales tendrían que captar recursos del mercado, o de lo contrario sufrirían el estigma de recibir ayudas públicas.
Las entidades que recibieran ayudas estarían obligadas a traspasar sus activos tóxicos al "banco malo", a un precio cercano al de mercado. Las cuatro entidades nacionalizadas se venderían, una vez recapitalizadas, en una subasta competitiva.
El 11 de diciembre de 2012, el Mecanismo Europeo de Estabilidad (MEDE) o fondo de rescate permanente de la eurozona transfirió a España títulos por valor de 39.468 millones de euros para financiar el rescate a los cuatro bancos españoles nacionalizados y la inyección al "banco malo".
El Fondo de Reestructuración Ordenada Bancaria (FROB) utilizó 36 968 millones de euros para recapitalizar los cuatro bancos nacionalizados: BFA-Bankia (17 960 millones), Catalunya Banc (9084 millones), NCG Banco (5425 millones) y Banco de Valencia (4500 millones), y 2500 millones para capitalizar la Sociedad de gestión de Activos procedentes de la Reestructuración Bancaria (Sareb), conocido como el "banco malo".
A cambio de estas ayudas, la Comisión Europea obligó a esos bancos a acometer hasta 2017 reestructuraciones "muy importantes y muy exigentes", que -con excepción de Banco de Valencia- les obligaba a reducir su balance en más del 60 % en los próximos cinco años. La red de sucursales se reduciría a la mitad en los próximos cinco años en comparación con 2010. Centrarían su modelo empresarial en préstamos al por menor y a las pymes, es decir a la banca minorista y en las regiones en las que estaban presentes históricamente, y abandonarían las líneas de crédito a promociones inmobiliarias y otras actividades de riesgo.
Catalunya Banc y NCG Banco debían ser vendidos antes de 2017 y en caso de no encontrarse comprador, deberían liquidarse. Banco de Valencia debía dejar de existir como entidad independiente e integrarse en CaixaBank, una solución "más barata" que su liquidación.
El 20 de diciembre de 2012, se produjo el visto bueno de Bruselas a los programas de los bancos no nacionalizados pero que necesitaban ayuda pública (Banco Mare Nostrum (BMN), Liberbank, Caja3 y Banco CEISS).
El 5 de febrero de 2013, el Mecanismo Europeo de Estabilidad (MEDE) desembolsó el segundo tramo de 1.865 millones de euros del rescate bancario (que, junto a los 39 468 millones del primer tramo, hicieron un total de 41.333 millones). Banco Mare Nostrum (BMN) recibió 730 millones del fondo de ayuda. Banco CEISS, 604 millones. Caja3 recibió 407 millones mediante convertibles contingentes ('cocos') y, finalmente, Liberbank 124 millones, también mediante 'cocos'.
Las necesidades de capitalización de estas entidades eran de 6.250 millones según el test de Oliver Wyman. La diferencia con las ayudas recibidas se debió a las pérdidas que asumieron los tenedores de híbridos (participaciones preferentes y deuda subordinada), unos 2000 millones, a la venta de activos por valor de unos 1000 millones y a la transferencia de activos al "banco malo", por un importe similar.
Las medidas de reestructuración para estos bancos implicaban una reducción de tamaño desde el 25 % al 40 %. En 2017, en relación con el balance de 2010, la reducción debería ser superior al 40 % en el caso de Banco Mare Nostrum (BMN), en torno al 30 % en el caso de Banco CEISS, y cerca del 25 % en el de Liberbank. Caja3 se integraría completamente en Ibercaja Banco. Deberían orientar su modelo empresarial para centrarlo en el negocio minorista y la concesión de préstamos a las pymes en las regiones en las que habían operado tradicionalmente. Dejarían de prestar dinero a proyectos inmobiliarios, o mantendrían una actividad marginal en este ámbito, y limitarían su presencia en el negocio de banca mayorista.
España se comprometió a vender Banco CEISS y a que Liberbank y Banco Mare Nostrum (BMN) cotizaran en bolsa antes de que finalizara el período de reestructuración. Caja3 dejaría de existir como entidad independiente.
Banco Popular e Ibercaja Banco pudieron recapitalizarse por sí mismos.
El 28 de diciembre de 2013, se publicó en el BOE la Ley de Cajas de Ahorros y Fundaciones Bancarias (Ley 26/2013, de 27 de diciembre). Entró en vigor un día después de su publicación, es decir, el día 29.
El 31 de diciembre de 2013, el Mecanismo Europeo de Estabilidad (MEDE) dio por concluido su programa de asistencia financiera a la banca española y destacó el "éxito" de la ayuda para recapitalizar el sector.
El 23 de enero de 2014, se cerró formalmente el rescate de la banca española, aunque España seguirá bajo la vigilancia del fondo de rescate europeo (el Mecanismo Europeo de Estabilidad (MEDE)) hasta que haya devuelto la totalidad del préstamo. El memorando de entendimiento se dio así por concluido, después de que la troika confirmara el cumplimiento de todas las condiciones impuestas al sector financiero español.
El 3 de octubre de 2015, se publicó en el BOE el Real Decreto 877/2015, de 2 de octubre, de desarrollo de la Ley 26/2013, de 27 de diciembre, de cajas de ahorros y fundaciones bancarias, por el que se regula el fondo de reserva que deben constituir determinadas fundaciones bancarias.
El 20 de noviembre de 2015, se publicó en el BOE la Circular 6/2015, de 17 de noviembre, del Banco de España. Dicha circular desarrollaba el Real Decreto 877/2015.
El 22 de febrero de 2017, el Congreso de los Diputados aprobó por unanimidad la creación de una comisión de investigación sobre las cajas de ahorros y el rescate financiero para así analizar el origen de la crisis financiera desde el año 2000.
El 27 de mayo de 2017, se publicó en el BOE el Real Decreto 536/2017, de 26 de mayo, por el que se modifica el artículo 6 del Real Decreto 877/2015, de 2 de octubre, de desarrollo de la Ley 26/2013, de 27 de diciembre, de cajas de ahorro y fundaciones bancarias. A través del nuevo decreto, se amplió el plazo para constituir el fondo de reserva que se especificaba en el Real Decreto 877/2015.
El 29 de noviembre de 2018, como resultado de la mencionada comisión de investigación, el Congreso aprobó un informe en el que se exculpaba a los partidos políticos de la caída de las cajas de ahorros. En él, se pidió reformar a los supervisores y se culpó al Banco de España. Dicho informe lo apoyaron todos los partidos políticos a excepción de Ciudadanos, que votó en contra, y de Unidos Podemos y Compromís, que se abstuvieron.

### Reestructuración del sector desde 2010
En 2010, momento en el que existían 45 cajas de ahorros, se inició un proceso de concentración y reestructuración del sector. Desde marzo de 2015, solamente quedan dos cajas de ahorros (Caixa Ontinyent y Colonya, Caixa Pollença), las únicas que no se vieron afectadas por la reestructuración del sector tras la crisis financiera de 2008. El resto de las cajas que existían antes de dicho proceso desapareció o se transformó en fundaciones de distinto tipo. Por otra parte, desde julio de 2021, quedan 6 entidades bancarias (ABANCA, CaixaBank, CajaSur Banco, Ibercaja, Kutxabank y Unicaja Banco) de todas las que surgieron tras el traspaso de la actividad financiera por parte de las cajas de ahorros a entidades bancarias creadas para tal efecto. Solamente Caixa Ontinyent y Caixa Pollença no realizaron dicho traspaso.
En las siguientes tablas, se detallan los distintos procesos que tuvieron lugar. En la columna Ayudas, se reflejan las ayudas financieras desembolsadas para facilitar dichos procesos mediante la recapitalización de entidades. No se incluyen las aportaciones del Fondo de Garantía de Depósitos en Entidades de Crédito, FGDEC, para la adquisición de acciones no cotizadas procedentes de ejercicio de gestión de instrumentos híbridos; los avales, garantías y esquemas de protección de carteras de activos (EPA); las líneas de crédito concedidas a las instituciones financieras; ni la aportación de capital público a la Sociedad de Gestión de Activos Inmobiliarios Procedentes de la Reestructuración Bancaria (Sareb), a través del Fondo de Reestructuración Ordenada Bancaria (FROB).

#### Fusiones
En el caso de las fusiones, se produce la extinción de las entidades que intervienen para dar lugar a una nueva.
| Entidad           | Denominación social                                                              | Entidades implicadas                             | Ayudas (millones de euros) | Fecha de fusión (escritura pública) |
| ----------------- | -------------------------------------------------------------------------------- | ------------------------------------------------ | -------------------------- | ----------------------------------- |
| Unnim Caixa       | Caixa d'Estalvis Unió de Caixes de Manlleu, Sabadell i Terrassa                  | Caixa Manlleu, Caixa Sabadell y Caixa Terrassa   | 380                        | 29 de junio de 2010                 |
| CatalunyaCaixa    | Caixa d'Estalvis de Catalunya, Tarragona i Manresa                               | Caixa Catalunya, Caixa Tarragona y Caixa Manresa | 1.250                      | 30 de junio de 2010                 |
| Caja España-Duero | Caja España de Inversiones, Salamanca y Soria, Caja de Ahorros y Monte de Piedad | Caja España y Caja Duero                         | 525                        | 1 de octubre de 2010                |
| NovaCaixaGalicia  | Caixa de Aforros de Galicia, Vigo, Ourense e Pontevedra                          | Caixa Galicia y Caixanova                        | 1.162                      | 29 de noviembre de 2010             |

#### SIP
Se trata de un acuerdo contractual entre varias entidades de crédito por el que las mismas establecen un compromiso mutuo de solvencia y liquidez. La finalidad de un SIP es funcionar como una sola empresa a la hora de computar su solvencia, su liquidez o sus riesgos sin que se produzca la extinción de las entidades que intervienen en su creación. No se produce la extinción de las entidades que intervienen en el SIP.
| Entidad                       | Denominación social                             | Entidades implicadas                                                                                | Ayudas (millones de euros) | Fecha de integración (escritura pública) |
| ----------------------------- | ----------------------------------------------- | --------------------------------------------------------------------------------------------------- | -------------------------- | ---------------------------------------- |
| Banca Cívica                  | Banca Cívica, S.A.                              | Caja Navarra (CAN), Cajasol, CajaCanarias y Caja de Burgos                                          | 977                        | 9 de junio de 2010                       |
| Banco Financiero y de Ahorros | Banco Financiero y de Ahorros, S.A.             | Caja Madrid, Bancaja, La Caja de Canarias, Caja de Ávila, Caixa Laietana, Caja Segovia y Caja Rioja | 4.465                      | 3 de diciembre de 2010                   |
| Banco Mare Nostrum (BMN)      | Banco Mare Nostrum, S.A.                        | Caja Murcia, Caixa Penedès, Caja Granada y Sa Nostra                                                | 915                        | 22 de diciembre de 2010                  |
| Caja3                         | Banco Grupo Cajatrés, S.A.                      | Caja Inmaculada (CAI), Caja Círculo y Caja de Badajoz                                               | 0                          | 22 de diciembre de 2010                  |
| Liberbank                     | Effibank, S.A. (posteriormente Liberbank, S.A.) | Cajastur+Caja Castilla-La Mancha (CCM), Caja de Extremadura y Caja Cantabria                        | 0                          | 23 de mayo de 2011                       |
| Kutxabank                     | Kutxabank, S.A.                                 | BBK+CajaSur, Kutxa y Caja Vital                                                                     | 0                          | 22 de diciembre de 2011                  |

#### Adquisiciones
Durante el proceso de reestructuración, varias cajas de ahorros (Caja de Jaén, Caja de Guadalajara y Caixa Girona) y entidades bancarias surgidas de cajas de ahorros (Banca Cívica, Caja3, Banco CEISS, Banco Mare Nostrum (BMN), Bankia y Liberbank) fueron adquiridas por otras entidades de manera ordinaria. Además, el negocio financiero de CajaSur, el negocio financiero de Caja Castilla-La Mancha (CCM), Banco CAM, Unnim Banc, NCG Banco y Catalunya Banc fueron adquiridos por otras entidades tras su intervención y posterior adjudicación.
| Entidad adquirida                                  | Entidad adquiriente                  | Ayudas (millones de euros) | Fecha de adquisición (escritura pública) |
| -------------------------------------------------- | ------------------------------------ | --- | ---------------------------------------- |
| Caja de Jaén                                       | Unicaja                              | 0 | 11 de mayo de 2010                       |
| Caja Castilla-La Mancha (CCM) (negocio financiero) | Cajastur (a través de Banco Liberta) | 1740 | 21 de septiembre de 2010                 |
| Caja de Guadalajara                                | Cajasol                              | 0 | 5 de octubre de 2010                     |
| Caixa Girona                                       | La Caixa                             | 0 | 3 de noviembre de 2010                   |
| CajaSur (negocio financiero)                       | BBK (a través de BBK Bank CajaSur)   | 0 | 29 de diciembre de 2010                  |
| Banco CAM                                          | Banco Sabadell                       | 5249 | 1 de junio de 2012                       |
| Unnim Banc                                         | BBVA                                 | 953 (incluidos los 380 millones mencionados en Fusiones) | 27 de julio de 2012                      |
| Banca Cívica                                       | CaixaBank                            | 977 (mencionados en SIP). Fueron devueltos por CaixaBank. | 3 de agosto de 2012                      |
| Caja3                                              | Ibercaja Banco                       | 407 | 25 de julio de 2013                      |
| Banco CEISS                                        | Unicaja Banco                        | 1129 (incluidos los 525 millones mencionados en Fusiones) | 28 de marzo de 2014                      |
| NCG Banco                                          | Banco Etcheverría                    | 9052 (incluidos los 1.162 millones mencionados en Fusiones). De ellos, se recuperaron 71 millones con la venta de acciones así como 712 millones con la venta de la entidad (correspondientes a la participación del FROB). | 25 de junio de 2014                      |
| Catalunya Banc                                     | BBVA                                 | 12 052 (incluidos los 1.250 millones mencionados en Fusiones). De ellos, se recuperaron 782 millones con la venta de la entidad (correspondientes a la participación del FROB).                                             | 24 de abril de 2015                      |
| Banco Mare Nostrum                                 | Bankia                               | 0 | 8 de enero de 2018                       |
| Bankia                                             | CaixaBank                            | 0 | 26 de marzo de 2021                      |
| Liberbank                                          | Unicaja Banco                        | 0 | 30 de julio de 2021                      |

#### Bancarización
El 9 de julio de 2010, se publicó en el BOE el Real Decreto-ley 11/2010, de 9 de julio, de órganos de gobierno y otros aspectos del régimen jurídico de las Cajas de Ahorros. En él, se diseñó un nuevo modelo organizativo de las cajas de ahorros basado en una doble alternativa: el ejercicio indirecto de la actividad financiera de la caja a través de una entidad bancaria o la transformación de la misma en una fundación de carácter especial traspasando su negocio a otra entidad de crédito. Como consecuencia, la mayoría de las cajas de ahorros traspasaron su actividad financiera a entidades bancarias creadas para tal efecto. Solamente Caixa Ontinyent y Colonya, Caixa Pollença no lo hicieron.
Desde julio de 2021, quedan 6 entidades bancarias (ABANCA, CaixaBank, CajaSur Banco, Ibercaja, Kutxabank y Unicaja Banco) que tienen su origen en el proceso de bancarización de las cajas de ahorros. De ellas, CaixaBank y Unicaja Banco cotizan en bolsa.
En la siguiente tabla se ordenan por volumen de activos (cuentas consolidadas). Los datos de activos y del accionariado son a 31 de diciembre del año correspondiente:
| Entidad        | Activos (millones de euros) (2023)                 | Denominación social               | Sede     | Principales accionistas                           | Participación | Observaciones |
| -------------- | -------------------------------------------------- | --------------------------------- | -------- | ------------------------------------------------- | ------------- | ------------- |
| CaixaBank      | 607.167                                            | CaixaBank, S.A.                   | Valencia | Fundación "la Caixa" (a través de Criteria Caixa) | 31,92 %       |               |
| CaixaBank      | 607.167                                            | CaixaBank, S.A.                   | Valencia | FROB (a través de BFA Tenedora de Acciones)       | 17,32 %       |               |
| Unicaja Banco  | 97.153                                             | Unicaja Banco, S.A.               | Málaga   | Fundación Unicaja                                 | 30,24 %       |               |
| ABANCA         | 74.829                                             | ABANCA Corporación Bancaria, S.A. | Betanzos | Juan Carlos Escotet Rodríguez                     | 43,50 %       |               |
| ABANCA         | 74.829                                             | ABANCA Corporación Bancaria, S.A. | Betanzos | Escotet Family Office, S.L.U.                     | 41,25 %       |               |
| ABANCA         | 74.829                                             | ABANCA Corporación Bancaria, S.A. | Betanzos | minoritarios                                      | 13,07 %       |               |
| ABANCA         | 74.829                                             | ABANCA Corporación Bancaria, S.A. | Betanzos | autocartera                                       | 2,18 %        |               |
| Kutxabank      | 63.712 (incluye la participación en CajaSur Banco) | Kutxabank, S.A.                   | Bilbao   | BBK                                               | 57 %          |               |
| Kutxabank      | 63.712 (incluye la participación en CajaSur Banco) | Kutxabank, S.A.                   | Bilbao   | Kutxa Fundazioa                                   | 32 %          |               |
| Kutxabank      | 63.712 (incluye la participación en CajaSur Banco) | Kutxabank, S.A.                   | Bilbao   | Fundación Vital Fundazioa                         | 11 %          |               |
| Ibercaja Banco | 54.516                                             | Ibercaja Banco, S.A.              | Zaragoza | Fundación Ibercaja                                | 88,04 %       |               |
| Ibercaja Banco | 54.516                                             | Ibercaja Banco, S.A.              | Zaragoza | Fundación Caja Inmaculada                         | 4,73 %        |               |
| Ibercaja Banco | 54.516                                             | Ibercaja Banco, S.A.              | Zaragoza | Fundación CB                                      | 3,90 %        |               |
| Ibercaja Banco | 54.516                                             | Ibercaja Banco, S.A.              | Zaragoza | Fundación Círculo Burgos                          | 3,33 %        |               |
| CajaSur Banco  | 12.791                                             | CajaSur Banco, S.A.U.             | Córdoba  | Kutxabank                                         | 100 %         |               |

En cuanto a las marcas comerciales que utilizan: 
| Entidad        | Marca comercial |
| -------------- | --- |
| CaixaBank      | Se utiliza la marca CaixaBank. |
| Unicaja Banco  | Se utiliza la marca Unicaja Banco y la marca Liberbank. En las oficinas procedentes de EspañaDuero situadas en Castilla y León, se utiliza el nombre de Unicaja Banco de manera destacada y EspañaDuero quedó como segunda marca. Desde principios de 2024, se está implantando la marca Unicaja. |
| ABANCA         | Se utiliza la marca ABANCA. En el País Vasco y Navarra, se utiliza la marca Bankoa ABANCA. |
| Kutxabank      | Se utiliza la marca Kutxabank. |
| Ibercaja Banco | Se utiliza la marca Ibercaja. |
| CajaSur Banco  | Se utiliza la marca Cajasur. |

Tras la Ley 26/2013, se estableció que:
Las fundaciones bancarias podrían utilizar en su denominación social y en su actividad las denominaciones propias de las cajas de ahorros de las que procedieran.
Las fundaciones ordinarias procedentes de una caja de ahorros podrían utilizar en su denominación social y en su actividad las denominaciones propias de las cajas de ahorros de las que procedieran.
Las entidades de crédito que hubieran recibido, en todo o en parte, su actividad financiera de cajas de ahorros podrían utilizar en su actividad las marcas o nombres comerciales notorios o renombrados de dichas cajas de ahorros, siempre que fueran titulares o contaran con el consentimiento previo de la entidad titular de dichas marcas o nombres comerciales.

#### Desapariciones
Según la Ley 9/2012, de 14 de noviembre, de reestructuración y resolución de entidades de crédito, todas las cajas que hubieran perdido el control de su actividad financiera tenían un plazo de cinco meses para convertirse en fundaciones de carácter especial. Si se excediera el periodo de cinco meses, "se produciría la disolución directa de todos los órganos de la caja de ahorros y la baja en el registro especial de entidades de crédito del Banco de España".
En este caso, el órgano que ejercía de protectorado de la caja, normalmente el Gobierno regional, nombraba una comisión gestora que se encargaba de aprobar los estatutos de la fundación, nombrar un patronato y constituir la fundación. El nacimiento de estas nuevas fundaciones no hizo sino asegurar la pervivencia de la importante obra social que realizaron durante décadas las cajas de ahorros. En muchos casos, el presupuesto se vería muy mermado, al no contar ya con los ingresos procedentes del negocio financiero.
Por otra parte, tras la Ley 26/2013, las cajas de ahorros que a la entrada en vigor de esta Ley no cumplieran los requisitos para continuar operando como tales, dispondrían de seis meses para cumplir tales requisitos o, en caso contrario, para transformarse en fundación. A tal efecto, traspasarían todo el patrimonio afecto a su actividad financiera a otra entidad de crédito a cambio de acciones de esta última y se transformarían en una fundación bancaria o, en su caso, ordinaria, perdiendo su condición de entidad de crédito. Transcurrido el plazo sin que se hubiera ejecutado la transformación, se produciría la disolución directa de todos los órganos de la caja de ahorros y la baja en el registro especial de entidades de crédito del Banco de España, quedando transformada en fundación bancaria u ordinaria. En caso de que la entidad perteneciera a un grupo, la obligación de transformación afectaría a todas las cajas de ahorros del grupo, que podrían transformarse en tantas fundaciones como cajas existieran.
En cuanto a las cajas de ahorros que ejercieran su actividad como entidad de crédito a través de una entidad bancaria habrían de transformarse, en el plazo de un año, en una fundación bancaria u ordinaria según correspondiera. Transcurrido el plazo sin que se hubiera completado la transformación en fundación, quedarían automáticamente transformadas con disolución de todos sus órganos y baja en el registro especial de entidades de crédito del Banco de España. En caso de que la entidad perteneciera a un grupo, la obligación de transformación afectaría a todas las cajas de ahorros del grupo, que podrían transformarse en tantas fundaciones como cajas existieran.
Las fundaciones de carácter especial que se hubieran constituido de acuerdo con el artículo 6 del Real Decreto-ley 11/2010, de 9 de julio, de órganos de gobierno y otros aspectos del régimen jurídico de las Cajas de Ahorros, se transformarían en fundaciones bancarias u ordinarias en el plazo de seis meses desde la fecha de entrada en vigor de esta Ley, siempre que cumplieran los requisitos previstos. En caso de que la entidad perteneciera a un grupo, la obligación de transformación afectaría a todas las cajas de ahorros del grupo, que podrían transformarse en tantas fundaciones como cajas existieran.
Las cajas de ahorros que, al tiempo de la entrada en vigor de esta Ley, estuvieran incursas en causa legal de transformación en fundación de carácter especial contarían para transformarse en fundaciones bancarias u ordinarias con el tiempo que restara hasta expirar un plazo de seis meses desde que se hubiese verificado dicha causa. Las que llevaran incursas en causa legal de transformación un periodo superior a los seis meses continuarían su proceso de transformación en fundación bancaria u ordinaria, sin que el mismo pudiera extenderse más allá de tres meses desde la entrada en vigor de esta Ley. Las que hubiesen iniciado el proceso de transformación en fundación de carácter especial sin estar incursas en causa legal para ello continuarían el proceso para transformarse en fundación bancaria u ordinaria, sin que dicho proceso pudiera prolongarse más allá de seis meses desde la entrada en vigor de esta Ley.
En la siguiente tabla se ordenan cronológicamente, según el registro de entidades del Banco de España, las cajas de ahorros que desaparecieron tras la reestructuración del sector desde 2010:
| Entidad                       | Sede                       | Observaciones | Fecha de desaparición    |
| ----------------------------- | -------------------------- | --- | ------------------------ |
| Caja de Jaén                  | Jaén                       | Fue absorbida por Unicaja. | 17 de junio de 2010      |
| Caixa Manlleu                 | Manlleu                    | Se fusionó con Caixa Sabadell y Caixa Terrassa, dando lugar a Unnim Caixa. | 7 de julio de 2010       |
| Caixa Sabadell                | Sabadell                   | Se fusionó con Caixa Manlleu y Caixa Terrassa, dando lugar a Unnim Caixa. | 7 de julio de 2010       |
| Caixa Terrassa                | Tarrasa                    | Se fusionó con Caixa Manlleu y Caixa Sabadell, dando lugar a Unnim Caixa. | 7 de julio de 2010       |
| Caixa Catalunya               | Barcelona                  | Se fusionó con Caixa Tarragona y Caixa Manresa, dando lugar a CatalunyaCaixa. | 9 de julio de 2010       |
| Caixa Tarragona               | Tarragona                  | Se fusionó con Caixa Catalunya y Caixa Manresa, dando lugar a CatalunyaCaixa. | 9 de julio de 2010       |
| Caixa Manresa                 | Manresa                    | Se fusionó con Caixa Catalunya y Caixa Tarragona, dando lugar a CatalunyaCaixa. | 9 de julio de 2010       |
| Caja España                   | León                       | Se fusionó con Caja Duero, dando lugar a Caja España-Duero. | 5 de octubre de 2010     |
| Caja Duero                    | Salamanca                  | Se fusionó con Caja España, dando lugar a Caja España-Duero. | 5 de octubre de 2010     |
| Caja Castilla-La Mancha (CCM) | Cuenca                     | Intervenida por el Banco de España. Su negocio financiero fue vendido a Cajastur a través de su filial Banco Liberta (la cual cambió su denominación a Banco Castilla-La Mancha). Se convirtió en una fundación. | 19 de octubre de 2010    |
| Caja de Guadalajara           | Guadalajara                | Fue absorbida por Cajasol. | 2 de noviembre de 2010   |
| Caixa Girona                  | Gerona                     | Fue absorbida por La Caixa. | 22 de noviembre de 2010  |
| Caixa Galicia                 | La Coruña                  | Se fusionó con Caixanova, dando lugar a NovaCaixaGalicia. | 3 de diciembre de 2010   |
| Caixanova                     | Vigo                       | Se fusionó con Caixa Galicia, dando lugar a NovaCaixaGalicia. | 3 de diciembre de 2010   |
| CajaSur                       | Córdoba                    | Intervenida por el Banco de España. Su negocio financiero fue vendido a BBK a través de BBK Bank CajaSur, creado para tal efecto. BBK creó una nueva fundación CajaSur.                                          | 27 de enero de 2011      |
| Caja Madrid                   | Madrid                     | Traspasó su negocio financiero al SIP Banco Financiero y de Ahorros (BFA). Se convirtió en una fundación de carácter especial(*).                                                                                | 14 de diciembre de 2012  |
| Caja de Ávila                 | Ávila                      | Traspasó su negocio financiero al SIP Banco Financiero y de Ahorros (BFA). Se convirtió en una fundación de carácter especial(*).                                                                                | 14 de diciembre de 2012  |
| Caixa Laietana                | Mataró                     | Traspasó su negocio financiero al SIP Banco Financiero y de Ahorros (BFA). Se convirtió en una fundación de carácter especial(*).                                                                                | 14 de diciembre de 2012  |
| Caja Segovia                  | Segovia                    | Traspasó su negocio financiero al SIP Banco Financiero y de Ahorros (BFA). Se convirtió en una fundación de carácter especial(*).                                                                                | 14 de diciembre de 2012  |
| CatalunyaCaixa                | Barcelona                  | Intervenida por el Banco de España. Se convirtió en una fundación de carácter especial(*). Su negocio financiero (Catalunya Banc) fue vendido a BBVA.                                                            | 14 de diciembre de 2012  |
| Bancaja                       | Castellón de la Plana      | Traspasó su negocio financiero al SIP Banco Financiero y de Ahorros (BFA). Se convirtió en una fundación de carácter especial(*).                                                                                | 27 de diciembre de 2012  |
| La Caja de Canarias           | Las Palmas de Gran Canaria | Traspasó su negocio financiero al SIP Banco Financiero y de Ahorros (BFA). Se convirtió en una fundación de carácter especial(*).                                                                                | 27 de diciembre de 2012  |
| Caja Rioja                    | Logroño                    | Traspasó su negocio financiero al SIP Banco Financiero y de Ahorros (BFA). Se convirtió en una fundación de carácter especial(*).                                                                                | 27 de diciembre de 2012  |
| Caja Mediterráneo (CAM)       | Alicante                   | Intervenida por el Banco de España. Su negocio financiero (Banco CAM) fue vendido a Banco Sabadell. Se convirtió en una fundación de carácter especial(*).                                                       | 3 de enero de 2013       |
| Caja Navarra (CAN)            | Pamplona                   | Traspasó su negocio financiero al SIP Banca Cívica. Se convirtió en una fundación de carácter especial(*). | 3 de enero de 2013       |
| Cajasol                       | Sevilla                    | Traspasó su negocio financiero al SIP Banca Cívica. Se convirtió en una fundación de carácter especial(*). | 3 de enero de 2013       |
| CajaCanarias                  | Santa Cruz de Tenerife     | Traspasó su negocio financiero al SIP Banca Cívica. Se convirtió en una fundación de carácter especial(*). | 3 de enero de 2013       |
| Caja de Burgos                | Burgos                     | Traspasó su negocio financiero al SIP Banca Cívica. Se convirtió en una fundación de carácter especial(*). | 3 de enero de 2013       |
| Unnim Caixa                   | Barcelona                  | Intervenida por el Banco de España. Su negocio financiero (Unnim Banc) fue vendido a BBVA. Se convirtió en una fundación de carácter especial(*).                                                                | 3 de enero de 2013       |
| NovaCaixaGalicia              | La Coruña                  | Intervenida por el Banco de España. Se convirtió en una fundación de carácter especial(*). Su negocio financiero (NCG Banco) fue vendido a Banco Etcheverría.                                                    | 30 de enero de 2013      |
| Caixa Penedès                 | Villafranca del Panadés    | Traspasó su negocio financiero al SIP Banco Mare Nostrum (BMN). Se convirtió en una fundación de carácter especial(*).                                                                                           | 31 de octubre de 2013    |
| Caja España-Duero             | León                       | Traspasó su negocio financiero a Banco CEISS. Se convirtió en una fundación de carácter especial(*). | 21 de noviembre de 2013  |
| Caja Círculo                  | Burgos                     | Traspasó su negocio financiero al SIP Caja3. Se convirtió en una fundación de carácter especial(*). | 17 de febrero de 2014    |
| Caja Inmaculada (CAI)         | Zaragoza                   | Traspasó su negocio financiero al SIP Caja3. Se convirtió en una fundación de carácter especial(*). | 26 de febrero de 2014    |
| Caja de Badajoz               | Badajoz                    | Traspasó su negocio financiero al SIP Caja3. Se convirtió en una fundación. | 12 de mayo de 2014       |
| La Caixa                      | Barcelona                  | Traspasó su negocio financiero a CaixaBank. Se convirtió en una fundación. | 18 de julio de 2014      |
| Caja Vital                    | Vitoria                    | Traspasó su negocio financiero al SIP Kutxabank. Se convirtió en una fundación. | 12 de septiembre de 2014 |
| Cajastur                      | Oviedo                     | Traspasó su negocio financiero al SIP Liberbank. Se convirtió en una fundación. | 3 de octubre de 2014     |
| Ibercaja                      | Zaragoza                   | Traspasó su negocio financiero a Ibercaja Banco. Se convirtió en una fundación. | 28 de octubre de 2014    |
| Caja de Extremadura           | Cáceres                    | Traspasó su negocio financiero al SIP Liberbank. Se convirtió en una fundación. | 21 de noviembre de 2014  |
| BBK                           | Bilbao                     | Traspasó su negocio financiero al SIP Kutxabank. Se convirtió en una fundación. | 12 de diciembre de 2014  |
| Unicaja                       | Málaga                     | Traspasó su negocio financiero a Unicaja Banco. Se convirtió en una fundación. | 16 de diciembre de 2014  |
| Caja Cantabria                | Santander                  | Traspasó su negocio financiero al SIP Liberbank. Se convirtió en una fundación. | 29 de diciembre de 2014  |
| Caja Granada                  | Granada                    | Traspasó su negocio financiero al SIP Banco Mare Nostrum (BMN). Se convirtió en una fundación. | 29 de diciembre de 2014  |
| Caja Murcia                   | Murcia                     | Traspasó su negocio financiero al SIP Banco Mare Nostrum (BMN). Se convirtió en una fundación. | 22 de enero de 2015      |
| Kutxa                         | San Sebastián              | Traspasó su negocio financiero al SIP Kutxabank. Se convirtió en una fundación. | 26 de enero de 2015      |
| Sa Nostra                     | Palma de Mallorca          | Traspasó su negocio financiero al SIP Banco Mare Nostrum (BMN). Se convirtió en una fundación. | 9 de marzo de 2015       |

(*) Hay que tener en cuenta que, tras la Ley 9/2012, de 14 de noviembre, de reestructuración y resolución de entidades de crédito, al ser dadas de baja las cajas de ahorros en el registro de entidades del Banco de España por haber perdido el control de su actividad financiera, se señalaba que se habían transformado en fundaciones de carácter especial. Sin embargo, esa transformación podía no haberse realizado todavía. Es más, algunas transformaciones en fundaciones de carácter especial se dilataron tanto en el tiempo que las entidades pasaron a constituirse e inscribirse directamente como fundaciones ordinarias o bancarias (las fundaciones de carácter especial así como las cajas de ahorros incursas en causa legal de transformación en fundación de carácter especial tuvieron que convertirse en fundaciones ordinarias o bancarias tras la Ley 26/2013) sin haberles dado tiempo a constituirse e inscribirse como fundaciones de carácter especial.